# Desapareció una noche (novela)
Desapareció una noche es una novela del autor estadounidense Dennis Lehane, cuarto título de la saga protagonizada por los detectives privados de Boston, Patrick Kenzie y Angela Gennaro.

## Argumento
La pequeña Amanda McCready, de cuatro años de edad, desaparece de su casa mientras su madre, Helene, veía la televisión en casa de una vecina. Los detectives privados Patrick Kenzie y Angela Gennaro son contratados por los tíos de la pequeña, Lionel y Beatrice, para que sumen sus esfuerzos a la investigación policial.
En un principio las investigaciones se encaminan hacia un trío de pederastas que puede estar en la zona, pero junto a dos detectives de la Brigada Contra el Crimen Infantil, Broussard y Poole, los dos protagonistas descubren que la madre de Amanda y su novio robaron 200.000 dólares a un narcotraficante llamado Cheese Olamon y creen que la desaparición de la pequeña puede ser un secuestro para recuperar el dinero.
Un dispositivo policial se pondrá en marcha contrarreloj para el rescate de Amanda, pero algo sale mal y parece que la pequeña desaparece para siempre.
Al poco tiempo otro pequeño desaparece y gracias a su amigo psicópata Bubba Rogowski, Kenzie y Gennaro localizan el escondite de los tres pederastas. El intento de rescate del pequeño tendrá consecuencias insospechadas para el caso de Amanda McCready.

## Versión cinematográfica
En 2007, el conocido actor Ben Affleck realizó una adaptación cinematográfica de la novela: su primer largometraje como director, Gone Baby Gone, conocido en español como Desapareció una noche o Adiós, pequeña, adiós.